# Cupa României 1955
La Cupa României 1955 è stata la 18ª edizione della coppa nazionale disputata tra il 13 ottobre e il 18 dicembre 1955 e conclusa con la vittoria del CCA București, al suo quinto titolo.

## Sedicesimi di finale
Gli incontri si sono disputati il 13 ottobre 1955. In caso di parità dopo i tempi supplementari si qualifica la squadra che gioca in trasferta.
| Squadra 1                | Risultato | Squadra 2                |
| ------------------------ | --------- | ------------------------ |
| Dinamo Bacău             | 1 - 0     | Progresul Bucarest       |
| Dinamo Bârlad            | 0 - 2     | Flacăra Ploiești         |
| Locomotiva București     | 3 - 2 dts | Locomotiva Constanța     |
| Metalul Câmpia-Turzii    | 5 - 3     | Locomotiva Târgu Mureș   |
| Flacăra Câmpina          | 1 - 2     | Dinamo Brașov            |
| Metalul Cugir            | 1 - 2     | Flamura Roșie Arad       |
| Avântul Fălticeni        | 1 - 0 dts | Știința Cluj             |
| Dinamo Galați            | 1 - 4     | Progresul CPCS București |
| Metalul Hunedoara        | 2 - 1 dts | Minerul Petroșani        |
| Flacăra Mediaș           | 1 - 0     | Avântul Reghin           |
| Locomotiva Oradea        | 2 - 1     | Metalul Baia Mare        |
| Progresul Oradea         | 4 - 1     | Locomotiva Timișoara     |
| Metalul Oțelu-Roșu       | 3 - 2     | Știința Timișoara        |
| Locomotiva Pașcani       | 3 - 4     | Dinamo Bucarest B        |
| Dinamo Pitești           | 2 - 3     | CCA București            |
| Locomotiva Turnu Severin | 0 - 5     | Dinamo Bucarest          |

## Ottavi di finale
Gli incontri si sono disputati il 2 e 3 novembre 1955.
| Squadra 1            | Risultato | Squadra 2                |
| -------------------- | --------- | ------------------------ |
| Dinamo Bacău         | 0 - 3     | CCA București            |
| Locomotiva București | 2 - 1     | Flacăra Ploiești         |
| Avântul Fălticeni    | 3 - 1     | Progresul CPCS București |
| Metalul Hunedoara    | 4 - 4 dts | Flamura Roșie Arad       |
| Flacăra Mediaș       | 2 - 3     | Dinamo Bucarest          |
| Locomotiva Oradea    | 1 - 3     | Progresul Oradea         |
| Dinano Bucarest B    | 0 - 1     | Metalul Câmpia-Turzii    |
| Metalul Oțelu-Roșu   | 0 - 5     | Dinamo Brașov            |

## Quarti di finale
Gli incontri si sono disputati il 23 novembre 1955
| Squadra 1          | Risultato | Squadra 2             |
| ------------------ | --------- | --------------------- |
| Flamura Roșie Arad | 1 - 1     | Locomotiva București  |
| CCA București      | 5 - 2     | Metalul Câmpia-Turzii |
| Avântul Fălticeni  | 0 - 1     | Dinamo Bucarest       |
| Progresul Oradea   | 2 - 1     | Dinamo Brașov         |

## Semifinali
Gli incontri si sono disputati il 4 e l'11 dicembre 1955.
| Squadra 1        | Risultato | Squadra 2            |
| ---------------- | --------- | -------------------- |
| Progresul Oradea | 2 - 1     | Dinamo Bucarest      |
| CCA București    | 4 - 0     | Locomotiva București |

## Finale
La finale venne disputata il 18 dicembre 1955 a Bucarest. Dopo il 3-3 al novantesimo minuto, il CCA segna tre gol nei tempi supplementari
| Arbitro: | Dumitru Schulder (Bucarest) |

| |           |                                                         |
| Francisc Zavoda 57’ Ion Alecsandrescu 65’ 108’ Victor Moldovan 68’ Gheorghe Constantin 95’ Ștefan Onisie 101’ | Marcatori | 45’ Ludovic Tóth 58’ Alexandru Florea 77’ Ladislau Vlad |